# ポピュラーピアノを楽しむ
『ポピュラーピアノを楽しむ』 （ポピュラーピアノをたのしむ）は、NHK教育テレビの「NHK趣味百科」（現・趣味悠々）の枠で放送されたテレビ番組である。

## 概要
ピアノ用に編曲された世界のスタンダード・ナンバーを毎週1曲ずつ取り上げ、各回2人ずつの一般視聴者の生徒に、演奏法や感情の込め方などをレッスンしていく。各曲のアレンジは、宮川泰、西村由紀江、上柴はじめ、宮川彬良らによるもので、全体的には中級者以上向けとなっている。
レッスンの仕上げとして、バックバンドとのセッションなども行われた。
宮川泰作曲による番組テーマ曲「天使と花束とシャンペン」が、毎回オープニングで演奏される。

## 放送日時
- 1996年4月1日 - 6月24日（全13回放送）
  - 毎週月曜日：午後9:25 - 9:55
  - 毎週火曜日：午後3:30 - 4:00（再放送）

## 出演者
- 講師：宮川泰
- ピアノ指導：西村由紀江
- バック演奏：「名匠・宮川組」
  - 上柴はじめ（キーボード）
  - 平原まこと（サックス）
  - 萩谷清（ギター）
  - 伊藤昌明（エレキベース）
  - 石山実穂（パーカッション）
  - 市原康（ドラム）
  - ザ・ココナッツ（堀内恵子、朝川ひろこ）（コーラス）

## 放送内容
- 第1回 - 「いつか王子様が」
- 第2回 - 「愛と青春の旅立ち」
- 第3回 - 「君をのせて」
- 第4回 - 「ウィー・アー・オール・アローン」
- 第5回 - 「酒とバラの日々」
- 第6回 - 「マホガニーのテーマ[1]」（ダイアナ・ロス）
- 第7回 - 「ストレンジャー・イン・パラダイス」
- 第8回 - 「枯葉」
- 第9回 - 「愛のフィナーレ」（ザ・ピーナッツ）
- 第10回 - 「フライ・ミー・トゥ・ザ・ムーン」
- 第11回 - 「アマポーラ」
- 第12回 - 「ペルシャの市場で」
- 第13回 - 「イパネマの娘」